# マリナ・コゾルポヴァ
マリナ・セミョーノヴナ・コゾルポヴァ（ロシア語: Марина Семёновна Козолупова；ラテン文字転写例:Marina Semyonovna Kozolupova, 1918年4月25日オレンブルク - 1978年10月26日モスクワ）は、ソビエト連邦出身のヴァイオリン奏者。

## 経歴
1918年、オレンブルクで生まれた。1928年からモスクワ音楽院に入学し、1937年に卒業するまでにコンスタンティン・モストラスにヴァイオリンを師事。1935年の全ソ連音楽コンクールで第2位、1937年のイザイ・コンクールで五位入賞を果たした後、1941年までマイロン・ポリアキンの下で研鑽を積んだ。
1942年から母校のモスクワ音楽院のヴァイオリン科講師となり、1944年には助教授、1967年には教授に昇格した。1966年にはソ連政府から人民芸術家の称号を贈られている。1978年にモスクワにて没。

## 家族・親族
- 父：セミョン・コゾルポフはモスクワ音楽院でも教鞭をとったチェロ奏者。

## 註
1. ↑  mosconsv.ru

| スタブアイコン | サブスタブ | この項目は、まだ閲覧者の調べものの参照としては役立たない、人物に関連した書きかけの項目です。この項目を加筆・訂正などしてくださる協力者を求めています（P:人物伝/PJ:人物伝）。 |